# San Gioacchino a Pontenuovo (Nápoly)
A San Gioacchino a Pontenuovo templom Nápoly történelmi központjában.

## Története
A templomot és a hozzá tartozó épületet a ferencesek alapították a 17. század közepén a kóborló árvák számára. 1753-ban átépítették, ekkor nyerte el barokk arculatát. Ekkor készült el a bejárat feletti, a templom névadóját, Szent Joachimot ábrázoló dombormű is. A templom belsője görög kereszt alaprajzú, rokokó stukkózással, ami Alessandro Manni munkája. Az oltárképet Nicola Cacciapuoti festette. A templom jelenleg zárva tart. Jövőjét illetve restaurálását illetően még nem léteznek konkrét tervek.